# Arnold Hendrik de Hartog

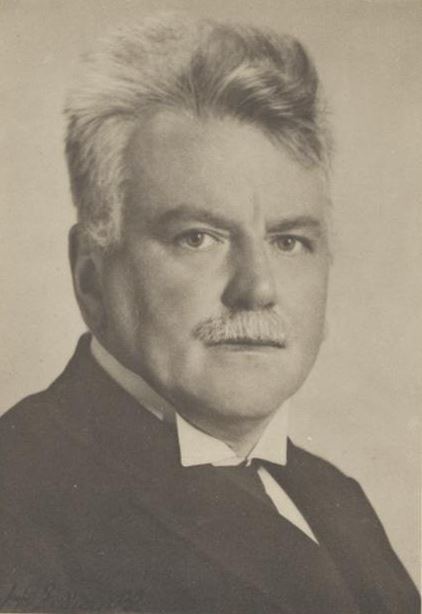
Arnold Hendrik de Hartog (circa 1922)

Arnold Hendrik (Nol) de Hartog (Rotterdam, 11 april 1869 - Amsterdam, 9 december 1938) was een Nederlands Hervormde theoloog, predikant en hoogleraar. Zijn ideeën ontleende hij aanvankelijk aan zijn leermeester Abraham Kuyper, maar later kon hij zich niet meer verenigen met diens verstandelijke gereformeerde theologie, die voor hem een te gesloten stelsel vormde. Hij spande zich in om aan de hand van met name de wijsbegeerte van Arthur Schopenhauer en van Eduard von Hartmann het ‘gerationaliseerde’, conventionele christendom van een nieuw elan te voorzien, en het tegelijkertijd tegen het atheïsme te verdedigen.

## Levensbeschrijving
De Hartog promoveerde in 1903 cum laude met zijn proefschrift Het probleem der wilsvrijheid naar Schopenhauer.  Daarna werd hij predikant in Ommeren in de Betuwe, tot hij in 1906 werd beroepen naar Heemstede. In dat jaar trouwde hij met J.L.G. Meyjes. Zij schreef en vertaalde uit het Duits en gaf cursussen aan de Internationale School voor Wijsbegeerte in Amersfoort, die haar man in 1916 mede had opgericht. Hun tweede zoon, Jan de Hartog, werd bekend als schrijver van romans.
In 1910 werd De Hartog predikant in Haarlem, en van 1917 tot 1931 was hij predikant voor de Nederlands Hervormde kerk in de Watergraafsmeer in Amsterdam. Daarnaast preekte hij regelmatig in de Westerkerk en in de Ronde Lutherse Kerk aan het Singel, die dan afgeladen vol waren. De Hartog was populair vanwege zijn hartstochtelijke en meeslepende manier van preken, met een eigen betoogtrant en woordkeus. Hij was een gedreven, sociale en meevoelende predikant die gesprekken met andersdenkenden niet uit de weg ging. Velen werden door hem geïnspireerd, onder wie de twee broers Wim en Jan Leene. De gedrevenheid van De Hartog sloot aan bij de pioniersgeest die heerste in Nederland in het interbellum, de periode tussen de beide wereldoorlogen.
De Hartog was van 1926 tot 1930 bijzonder hoogleraar in de apologie van het christendom aan de Universiteit Utrecht, vanwege de naar hem genoemde A.H. de Hartog-stichting, die was opgericht door een groep aanhangers. Hij werd eind 1930 benoemd tot gewoon hoogleraar in de wijsbegeerte van de godsdienst en de zedenkunde aan de Universiteit van Amsterdam. Zijn gehoor bestond uit daar slechts een klein aantal lutherse en doopsgezinde studenten. De laatste jaren van de Hartogs waren weinig gelukkig omdat hij zich geïsoleerd en miskend voelde. Hij overleed op 69-jarige leeftijd na een lang en pijnlijk ziekbed.

## De Hartogs gedachtegoed
Filosofie was belangrijk in het denken van De Hartog. Hij beschouwde haar als onlosmakelijk verbonden met theologie, aangezien beide streven naar her ware. Hij kon zich goed vinden in het denken van Schopenhauer, Schelling en Hartmann. Daarin bespeurde hij een herleving van de metafysica, die in zijn tijd en cultuur werd verwaarloosd. De Hartog wilde godsdienst en wijsbegeerte met elkaar in overeenstemming brengen door aan te tonen dat ook in de filosofie wel wordt uitgegaan van allesomvattend, bezielend eenheidsprincipe waaraan alles ten grondslag ligt, en waardoor alles met alles verbonden is. Die denkwijze staat nu bekend als het holisme.
Zowel De Hartog als zijn vrouw Luc de Hartog-Meyjes werden sterk geïnspireerd door Jakob Boehme. Allebei hebben zij een bloemlezing met citaten van deze Duitse protestantse mysticus gepubliceerd. De Hartog heeft een belangrijk bijdrage geleverd aan de popularisering van enkele filosofen, die hij behandelde in de boekenserie 'Groote denkers' (uitg. Hollandia-Drukkerij Baarn). Daartoe behoorden Spinoza, Kant, Schopenhauer, Fichte, Schelling, Hegel en Hartmann.
Tevens was hij redacteur van Nieuwe Banen - Tijdschrift ter Verdediging en Verdieping van de Christelijke Wereldbeschouwing (ook wel: Bijdragen ter verdediging en verdieping van de Christelijke wereldbeschouwing), dat in de periode 1908-1926 tien maal per jaar verscheen.
Hij was een van de auteurs van Hundert Autoren gegen Einstein, een verzameling essays die Einstein's speciale en algemene relativiteitstheorieën in twijfel trekken. 